# Domenico Piccoli
Domenico Valentino Piccoli (Vicenza, 31 dicembre 1854 – Pizzo, 14 marzo 1921) è stato un ingegnere, politico e imprenditore italiano.

## Biografia

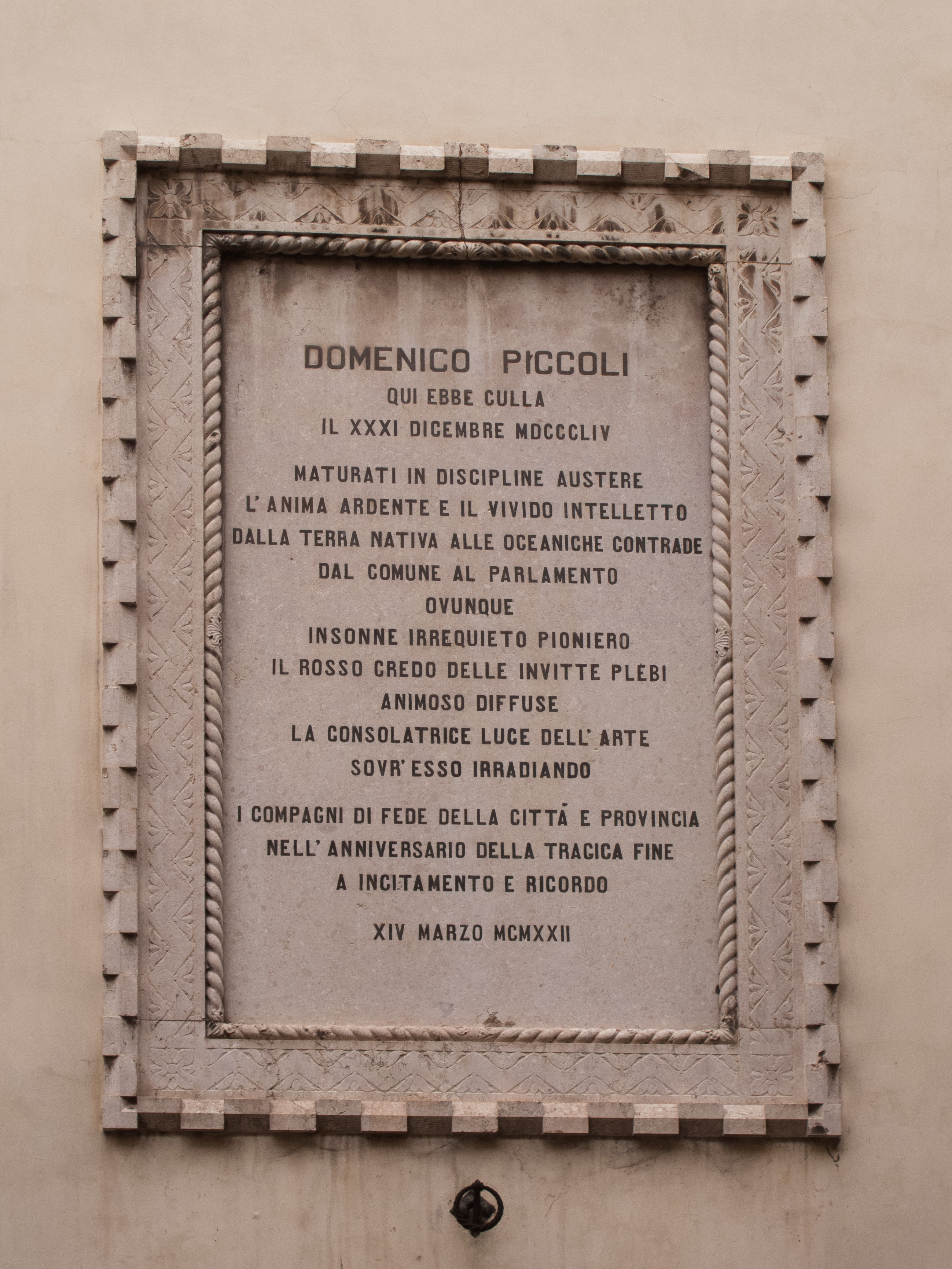
Vicenza - Palazzo Godi Arnaldi - lapide di Domenico Piccoli

Ingegnere e imprenditore, viaggiò in Inghilterra e Australia. Fu eletto alla Camera nelle file del Partito Socialista Italiano nel 1919.
Si laureò al Politecnico di Milano nel 1876 quale ingegnere meccanico. Poi si recò all'estero e passò due anni a Leeds e un anno a Verviers. Tornato in Italia, ancor giovanissimo fu nominato Direttore del grande Opificio dei Granili, gestito a Napoli dalle Ferrovie. Il 23 ottobre 1880 sposò nella Cappella Reale di Capodimonte a Napoli Flora Mancini, figlia di Pasquale Stanislao Mancini, da cui ebbe quattro figli: Domenico Stanislao, Raffaello, Luigi Lauro e Valentino. Successivamente fu nominato con Galileo Ferraris quale rappresentante dell'Italia alle prime esposizioni internazionali di elettricità e ai relativi congressi (a Parigi nel 1881 e a Monaco di Baviera nel 1882). Questo gli valse le alte decorazioni, di Ufficiale della Legion d'Onore in Francia, di Ufficiale dell'Ordine di San Michele in Baviera e di Cavaliere dei Santi Maurizio e Lazzaro in Italia.
Nel 1884 ottenne la medaglia d'argento di benemerito della salute pubblica durante l'epidemia di colera a Napoli. In seguito gli fu riconosciuta la medaglia d'oro al merito industriale.
Nel 1892 e nel 1894 si recò per due volte in Australia, a Melbourne, dove aveva organizzato una mostra e vendita di oggetti d'arte italiana antica e moderna, che i giornali locali definirono "a museum of Italian art".
Nel 1896 si trasferì a Roma e nel 1898 tornò in Australia, a Perth. In seguito fu a Milano e poi a Vicenza, dove fondò una grande fabbrica di mobili, le "Officine Artistiche Vicentine", con la quale prese parte a varie importanti esposizioni (Londra 1904, Milano 1906).
In seguito al terremoto di Messina del 1908, fu attivo nella direzione dei soccorsi per conto del Comitato Provinciale Vicentino e costruì l'Orfanotrofio di Polistena e i nuovi edifici della Regia Scuola Industriale di Messina, di cui gli fu affidata la direzione. Medaglia d'argento di benemerenza del Comitato Nazionale dei soccorsi.
Dopo il 1909 fu membro del Consiglio Superiore dell'Istruzione Professionale presso il Ministero d'Agricoltura Industria e Commercio.
Nel 1915 si dichiarò contrario all'entrata in guerra dell'Italia.
Direttore della Real Scuola Industriale di Cosenza, dopo la guerra fu a Venezia per dirigere una cooperativa di intagliatori ed ebanisti; organizzò anche le "Botteghe d'arte", grande magazzino per la vendita di mobili artistici ed altri prodotti industriali delle Tre Venezie, che furono realizzate in piazza San Marco dopo la sua morte.
Già Consigliere Comunale e Provinciale a Vicenza, nel 1919 fu eletto deputato per la Circoscrizione di Vicenza. In Parlamento operò intensamente per una più razionale organizzazione del lavoro, e ad ottenere scuole più adatte per il popolo, cercando di favorire anche ai figli degli operai e dei contadini la possibilità di proseguire gli studi.
La notte tra il 13 e il 14 marzo 1921 il suo corpo fu rinvenuto cadavere in una galleria ferroviaria nei pressi di Pizzo Calabro. Non fu mai possibile accertare se sia stato vittima di un tragico infortunio ferroviario oppure di un feroce attentato. Dubbi sul motivo della sua morte furono espressi da Filippo Turati nella commemorazione alla Camera: la stampa fascista aveva infatti intimato ai deputati socialisti di non rimettere piede in Calabria.
Una via gli è stata dedicata a Vicenza, dove nel Museo Civico si conservano le sue medaglie e decorazioni.

## Opere
Il telefono, Milano, Hoepli, 1884